# Emery Worldwide
Emery Worldwide era una compagnia aerea cargo, un tempo uno dei principali vettori nel mondo delle compagnie aeree cargo. La sua sede si trovava a Redwood City, in California.

## Storia
L'Emery Worldwide iniziò le operazioni nel 1946 e fu la prima compagnia merci a ricevere una licenza di volo dal governo degli Stati Uniti. Per 40 anni la Emery rimase la più grande compagnia cargo d'America.
Nel 1987 Emery Worldwide acquistò Purolator Courier, Inc., rifornitore leader dei servizi logistici tra gli Stati Uniti e il Canada.
Nel 1988 la Towers Financial Corporation, guidata dal suo CEO Steven Hoffenberg e dal suo consulente Jeffrey Epstein, tentò senza successo di rilevare la Emery tramite un raid aziendale.
L'anno successivo, però, Emery venne acquisita dalla Consolidated Freightways, Inc., che ottenne i diritti statunitensi sul nome Purolator. Nel 2011 la Purolator fu ribattezzata Purolator International.

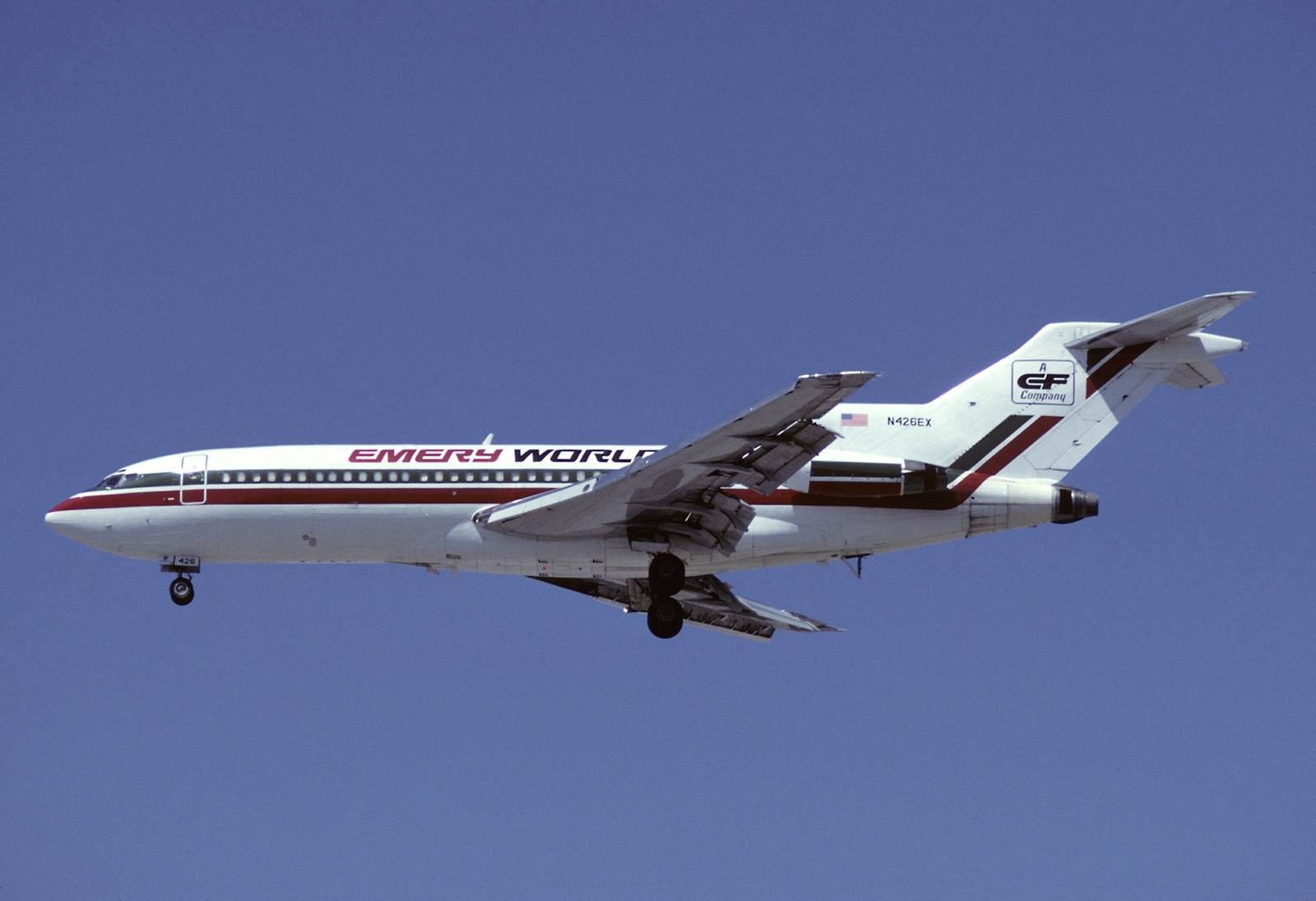
Boeing 727-22C di Emery Worldwide fotografato nei pressi dell'aeroporto di Atlanta-Hartsfield-Jackson.

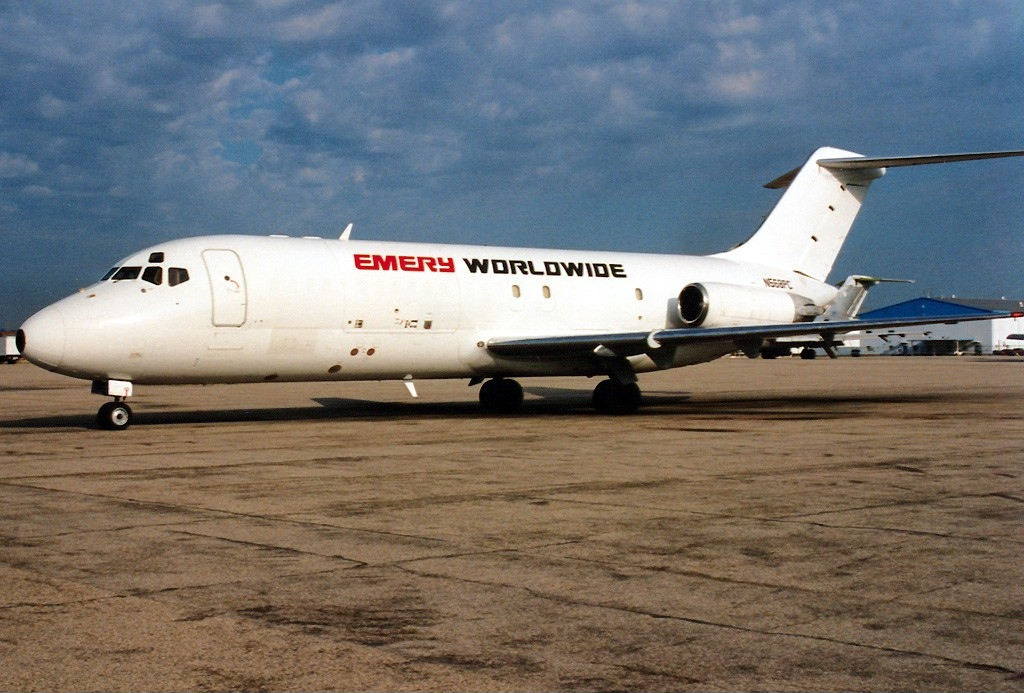
Anche i DC-9 erano ampiamente usati da Emery per i suoi servizi di trasporto merci.

Il 13 agosto 2001 Emery fu costretta a mettere a terra tutti i suoi aerei a causa della scarsa manutenzione della flotta aerea. Cessò ufficialmente le operazioni di volo il 5 dicembre 2001. Di seguito vennero affidate ad altre compagnie aeree.
L'azienda successore di Emery, Menlo Worldwide Forwarding, fu acquistata da UPS alla fine del 2004.
Al momento della chiusura Emery utilizzava sia Boeing 727 che Douglas DC-8 e DC-10 per il trasporto merci.
Alla fine del 2020 UPS utilizza il nome Emery Worldwide per commercializzare la porzione di trasporto aereo della UPS Supply Chain Solutions.

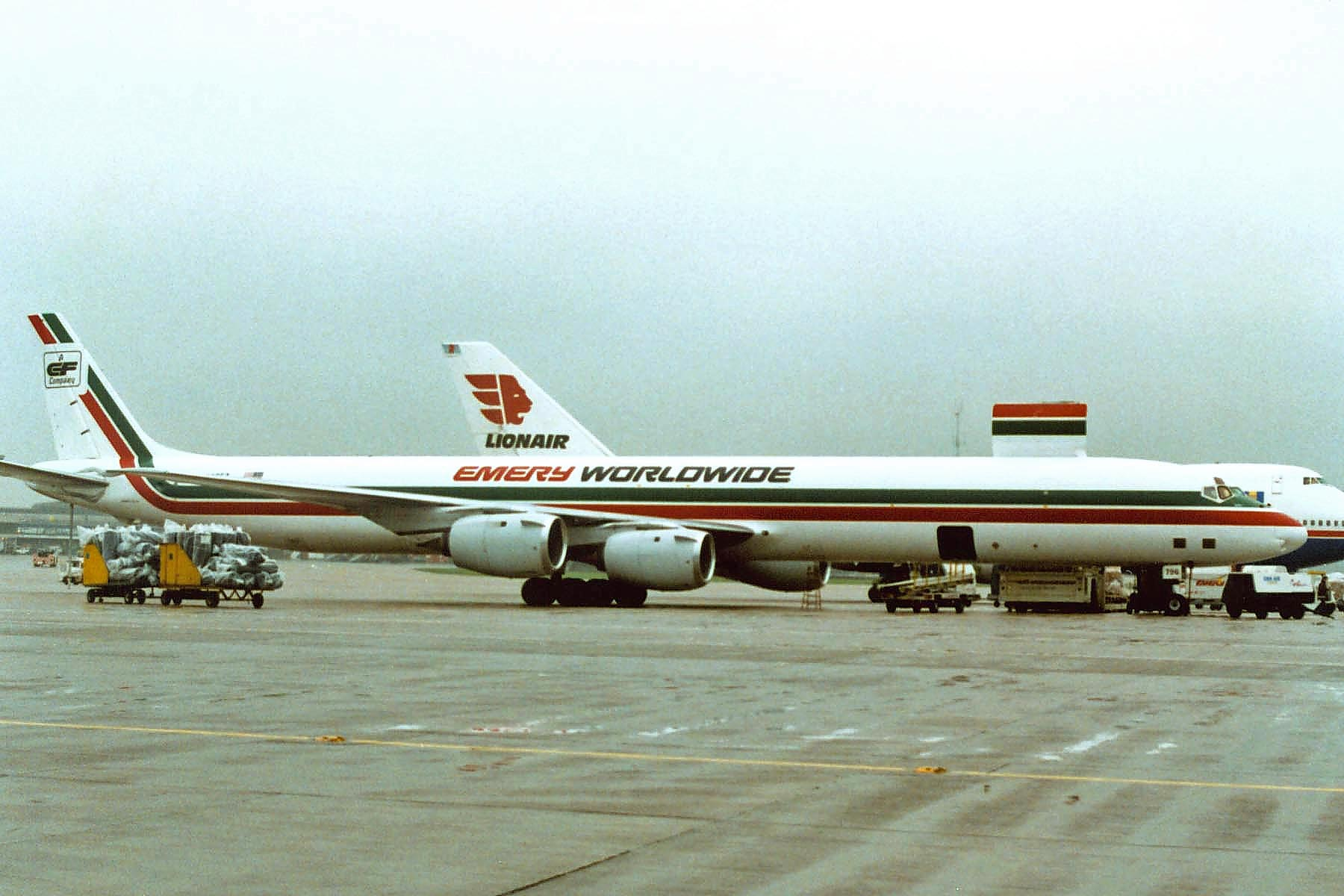
Uno dei tanti DC-8 nella flotta di Emery Worldwide simile a quello schiantatosi a Sacramento.

## Incidenti
- 28 marzo 1977 - Un Douglas C-47A, N57131, fu distrutto da un incendio a seguito di un incidente di rullaggio all'aeroporto Internazionale O'Hare fuori Chicago. L'aereo doveva operare un volo cargo.
- 8 luglio 1988 - Fu presentata una causa per diffamazione dopo che un pacco era stato aperto durante un volo per Los Angeles che includeva una videocassetta contenente denaro presumibilmente per un giocatore di basket recluta dell'NCAA (Chris Mills) per l'Università del Kentucky. Il pacchetto era stato identificato come inviato dall'allora assistente allenatore Dwane Casey, che citò in giudizio Emery per 6,9 milioni di dollari, ma tutto si risolse in via extragiudiziale prima del processo.
- 3 maggio 1991 - L'equipaggio di un Boeing 727 dovette interrompere il decollo a metà della corsa all'aeroporto internazionale di Bradley nel Connecticut quando un disco del compressore di un motore si staccò distruggendo l'involucro del motore e recidendo le linee dell'olio, idrauliche e del carburante. Il fuoco risultante consumò l'aereo e il carico. I 3 membri dell'equipaggio a bordo riuscirono a salvarsi.
- 9 dicembre 1996 - Un altro Douglas C-47A, identificato come N75142 e sotto contratto con la Desert Air, stava dirigendosi alla sua base di Salt Lake City, quando il motore di tribordo prese fuoco poco dopo il decollo, portando alla decisione di tornare all'aeroporto di Boise in Idaho. Purtroppo si schiantò prima di riuscirci, uccidendo i piloti.
- 16 febbraio 2000 - Un DC-8-71F, l'N8079U, operante come volo Emery Worldwide 17, si schiantò durante il decollo su un volo dall'aeroporto di Sacramento-Mather in California all'Aeroporto Internazionale di Dayton-James M. Cox a Dayton con tre membri dell'equipaggio a bordo. Subito dopo il decollo l'aereo alzò il muso troppo in alto e, dopo che i piloti tentarono inutilmente di riprenderne il controllo, andò distrutto cadendo sopra ad un autodemolitore. Non ci fu alcun superstite. L'NTSB, dopo le necessarie indagini, concluse che l'incidente era stato causato da una manutenzione impropria.
- 26 aprile 2001 - N8076U, un altro DC-8-71, atterrò con il carrello di atterraggio anteriore piegato all'Aeroporto Internazionale di Nashville nel Tennessee. L'aereo subì danni minori e l'equipaggio di tre membri rimase illeso. Le indagini successive all'incidente rilevarono che anche in questo caso la colpa era da attribuirsi alla manutenzione impropria.